# Porphyrospiza carbonaria
El yal carbonero o fringilo carbonero (Porphyrospiza carbonaria)  es una especie de ave paseriforme de la familia Thraupidae perteneciente al género Porphyrospiza, anteriormente situada en Phrygilus. Es endémica de Argentina.

## Distribución y hábitat
Se reproduce en el centro y sur de Argentina, desde Mendoza, La Pampa y sur de Buenos Aires hasta Río Negro y este de Chubut, algunos pocos en las sierras de Córdoba. En los inviernos australes migra hasta el noroeste de Argentina (hasta Tucumán).
Esta especie es considerada poco común en su hábitat natural: las estepa arbustivas semiabiertas por debajo de 800 m de altitud.

## Descripción
Mide 14,5 cm de longitud. El pico es amarillo brillante; las patas amarillentas. El macho tiene la frente, la corona, las mejillas y las partes inferiores negras; los flancos y las partes superiores son grises, con la nuca y el lomo negruzcos. La hembra tiene las partes superiores color gris pardusco y las partes inferiores blancuzcas con franjas oscuras cruzando el pecho. Ambos sexos presentan notorio barreteado en las alas.

## Sistemática

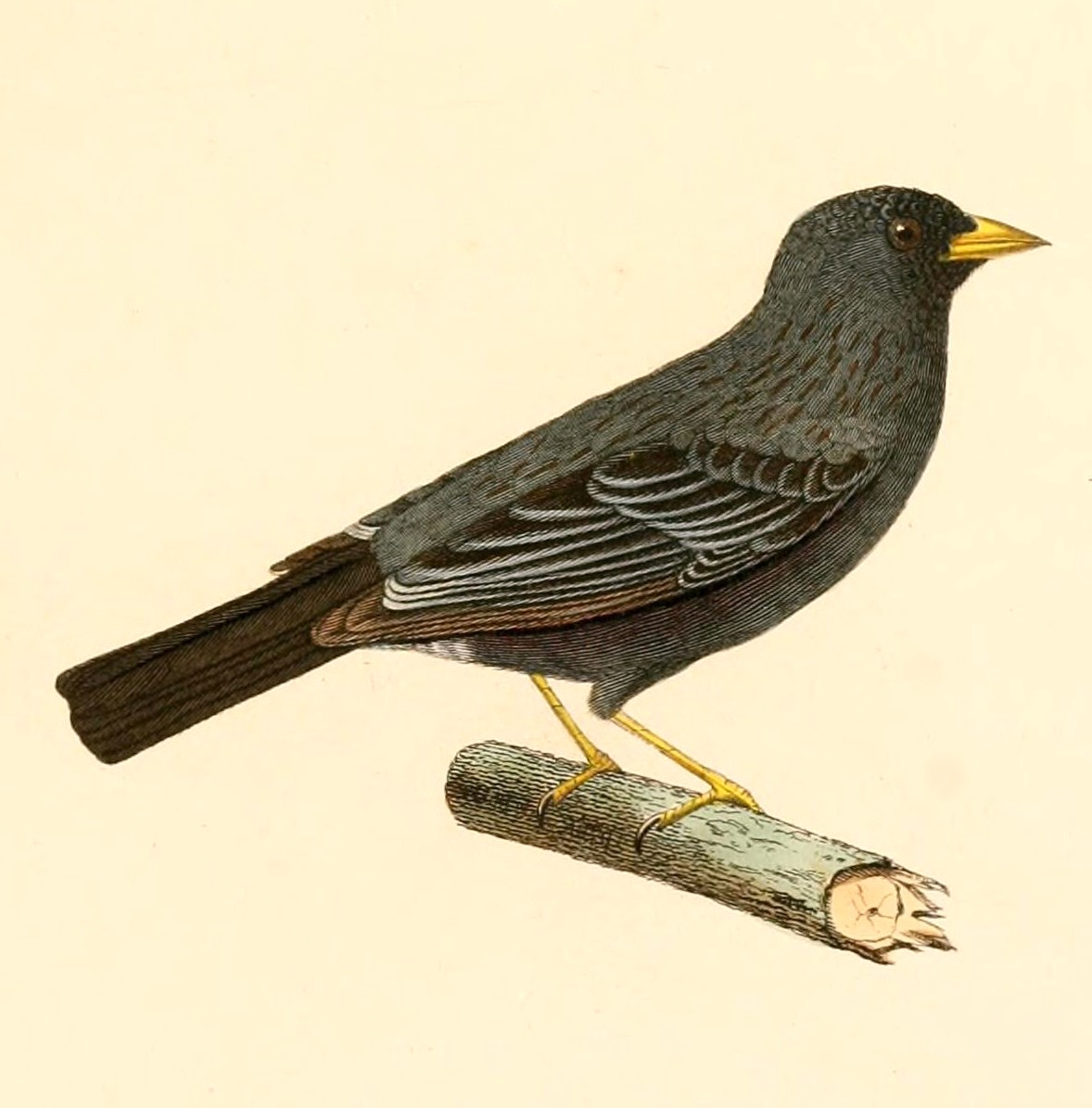
Emberiza carbonaria, ilustración en d'Orbigny Voyage dans l'Amérique méridionale, 1847.

### Descripción original
La especie P. carbonaria fue descrita por primera vez por los ornitólogos franceses Frédéric de Lafresnaye y Alcide d'Orbigny en 1837 bajo el nombre científico Emberiza carbonaria; la localidad tipo es «Patagonia».

### Etimología
El término femenino Porphyrospiza se construye con palabras en el idioma griego, en donde: «porphyros» significa «de color púrpura», y «σπσα spiza», que es el nombre común del pinzón vulgar (Fringilla coelebs), vocablo comúnmente utilizado en ornitología cuando se crea un nombre de un ave que es parecida a un pinzón; y el nombre de la especie «carbonaria» proviene del latín «carbonarius» y significa «carbonero».

### Taxonomía
Tradicionalmente, la presente especie y P. alaudina se incluían en el género Phrygilus, que ya se demostraba ser altamente polifilético; de acuerdo con los estudios genéticos y las características externas, según el trabajo de Campagna et al. 2011, podían distinguirse cuatro grupos bien diferenciados. Uno de estos grupos era formado por las entonces Phrygilus fruticeti, P. alaudinus, y la presente, que se demostró ser parientes próximas de Porphyrospiza caerulescens, de la cual los dos últimos se habían escindido alrededor de 4 Ma y bien distantes del resto de las especies entonces en aquel género. 
En la propuesta N° 507 al Comité de Clasificación de Sudamérica (SACC), posteriormente rechazada, se propuso transferir las tres especies a un género resucitado Rhopospina.
Más recientemente, publicaciones de filogenias completas de grandes conjuntos de especies de la familia Thraupidae basadas en muestreos genéticos, Burns et al. (2014) y Barker et al. (2015), suministraron las bases para la recomendación hecha por Burns et al. (2016), que fue resucitar Rhopospina exclusivamente para P. fruticeti y Corydospiza Sundevall, 1872 para P. alaudinus y P. carbonarius. Esta fue la posición adoptada por Aves del Mundo (HBW) y Birdlife International (BLI). Sin embargo en la Propuesta N° 730 parte 02 al SACC se prefirió la alternativa de transferir las dos especies al género Porphyrospiza, lo que fue seguido por el Congreso Ornitológico Internacional (IOC) y Clements Checklist/eBird v.2019.
Los datos presentados por los amplios estudios filogenéticos recientes comprobaron que la presente especie es hermana de Porphyrospiza alaudina y el par formado por ambas es hermano de Porphyrospiza caerulescens  y que este clado es pariente próximo de Rhopospina fruticeti.
No se reconocen subespecies, o sea, es monotípica.